# Xylocopa perkinsi
Xylocopa perkinsi är en biart som beskrevs av Peter Cameron 1901.
Xylocopa perkinsi ingår i släktet snickarbin och familjen långtungebin. Inga underarter finns listade i Catalogue of Life.